# Роздольненська районна рада
Роздо́льненська райо́нна ра́да — орган місцевого самоврядування Роздольненського району Автономної Республіки Крим. Розміщується в селищі міського типу Роздольне, котре є адміністративним центром Роздольненського району.
З 15 квітня 2014 року районна рада тимчасово не виконує обов'язки через окупацію Автономної Республіки Крим Російською Федерацією.

## Склад ради

### VI скликання
Рада складається з 24 депутатів, з них половина — обрані в одномандатних мажоритарних виборчих округах та половина — в багатомандатному виборчому окрузі.
Останні вибори до районної ради відбулись 31 жовтня 2010 року. Найбільше депутатських мандатів отримала Партія регіонів — 18 (10 — в одномандатних округах та 8 — в багатомандатному окрузі), за нею «Сильна Україна» — 4 (по два депутати в багатомандатному та одномандатних виборчих округах) та Комуністична партія України — 2 депутати в багатомандатному виборчому окрузі.

#### Голова
Головою ради було обрано депутатку від Партії регіонів Любов Ольховську.